# Rue de la Croix (Strasbourg)
Pour les articles homonymes, voir Rue de la Croix.
La rue de la Croix (en alsacien : Kritzgass) est une rue de Strasbourg rattachée administrativement au quartier Centre. Elle va de la rue des Veaux à la  place Saint-Étienne. 

## Toponymie

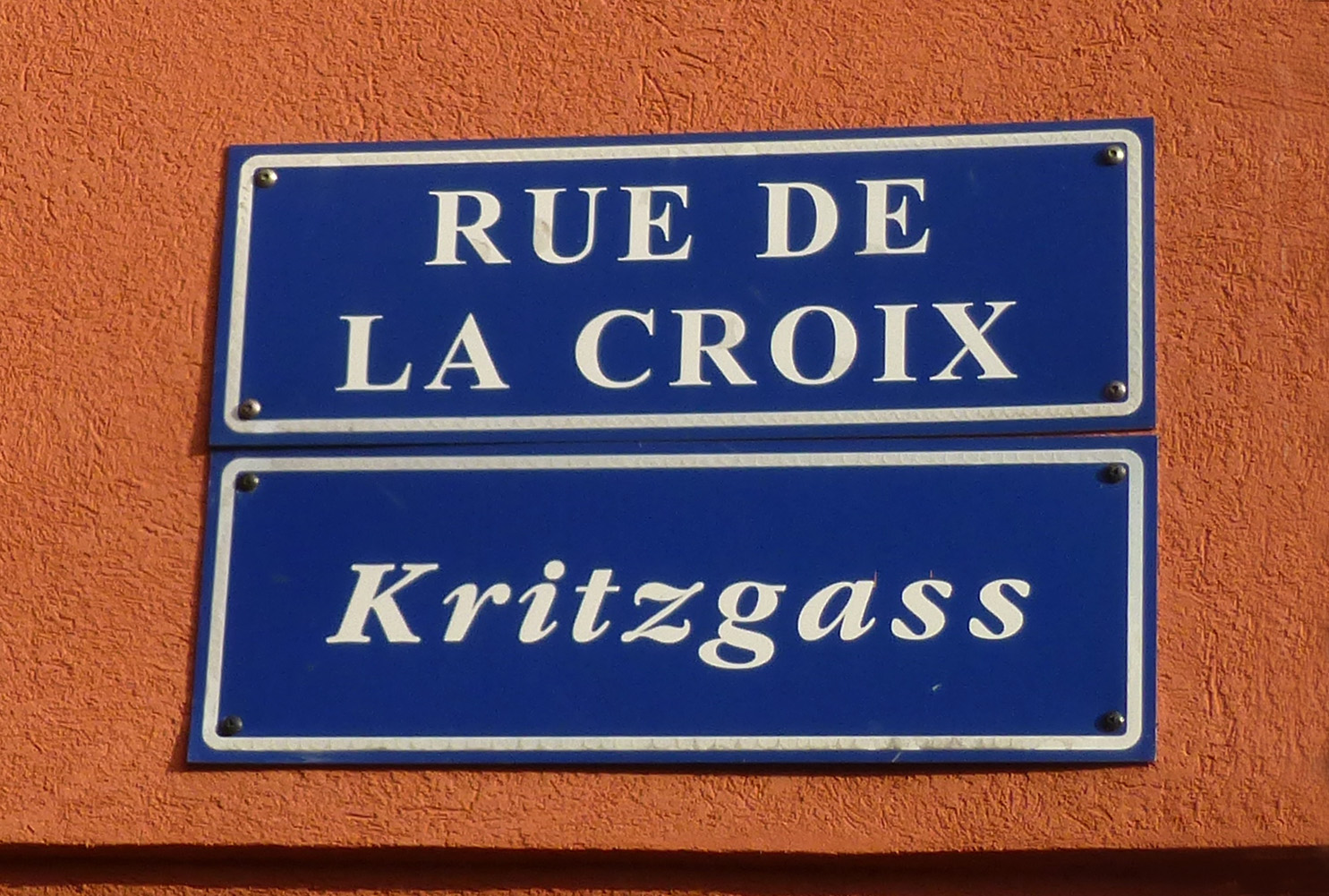
Plaque bilingue, en français et en alsacien.

Au fil des siècles, plusieurs dénominations se sont succédé, en latin, en allemand et en français : Platea sanctae Crucis (1267), Vicus zu dem heiligen Krüze (1308), Heiligecrüzesgasse (1310), Helgkrüzegasse (1338), Heiligekrüzgesselin (1429), rue de la Croix (1792), rue de la Houlette (1793), rue des Piques (1794), rue de la Gerbe (1795), Kreuz-Gässlein (1817), Kreuzgasse (1872), rue de la Croix (1918), Kreuzgasse (1940) et, à nouveau rue de la Croix à partir de 1945.
Des plaques de rues bilingues, à la fois en français et en alsacien, sont mises en place par la municipalité à partir de 1995. C'est le cas de la Kritzgass.

## Histoire
La place Mathias-Mérian a été créée sur l'emplacement des maisons détruites lors des bombardements de 1944, entre la rue de la  Croix et la rue des Sœurs.

## Bâtiments remarquables

### Numéros pairs
Le côté pair — nos 6 à 12 — est principalement occupé par des bâtiments du XIXe siècle.

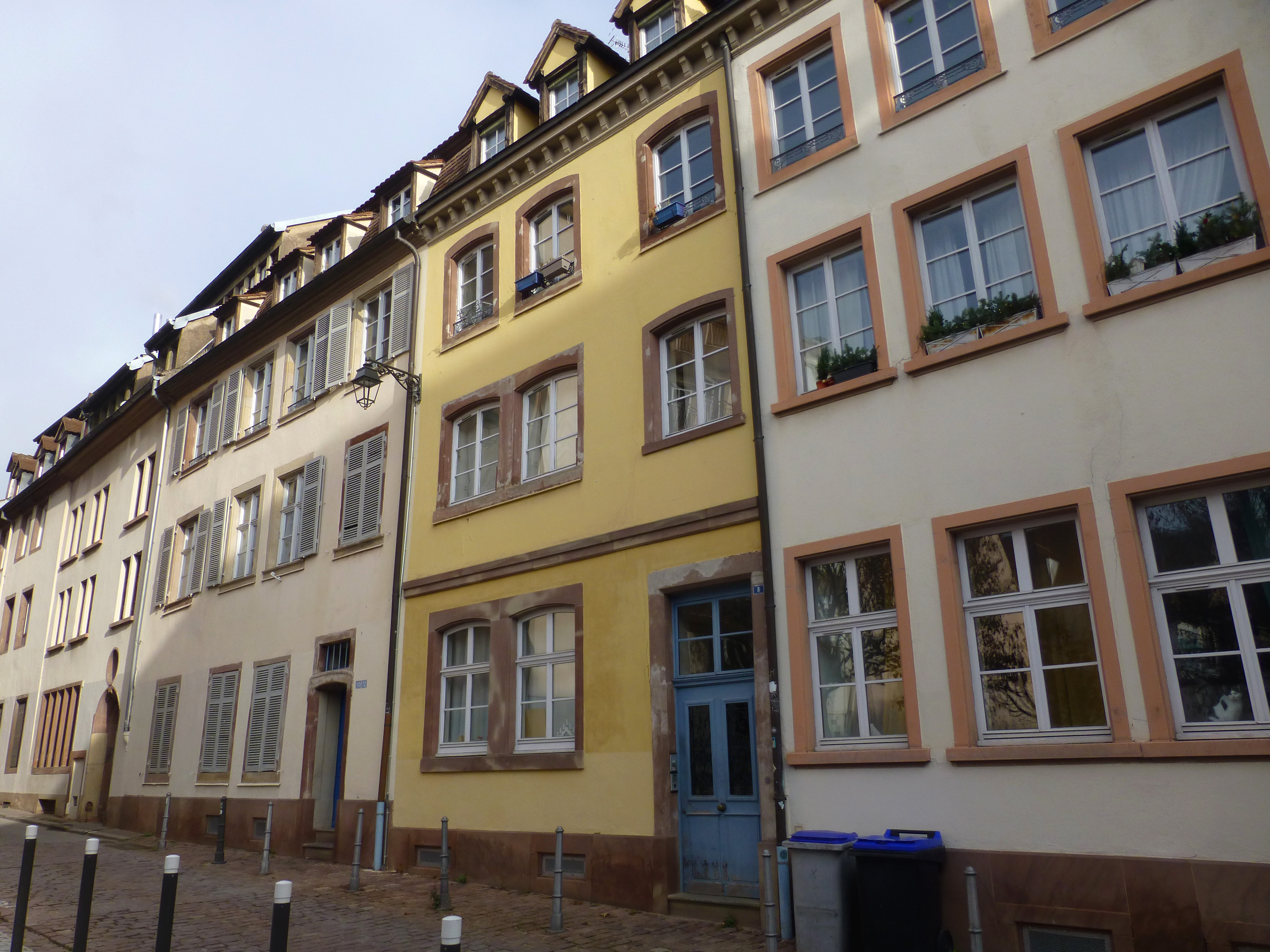
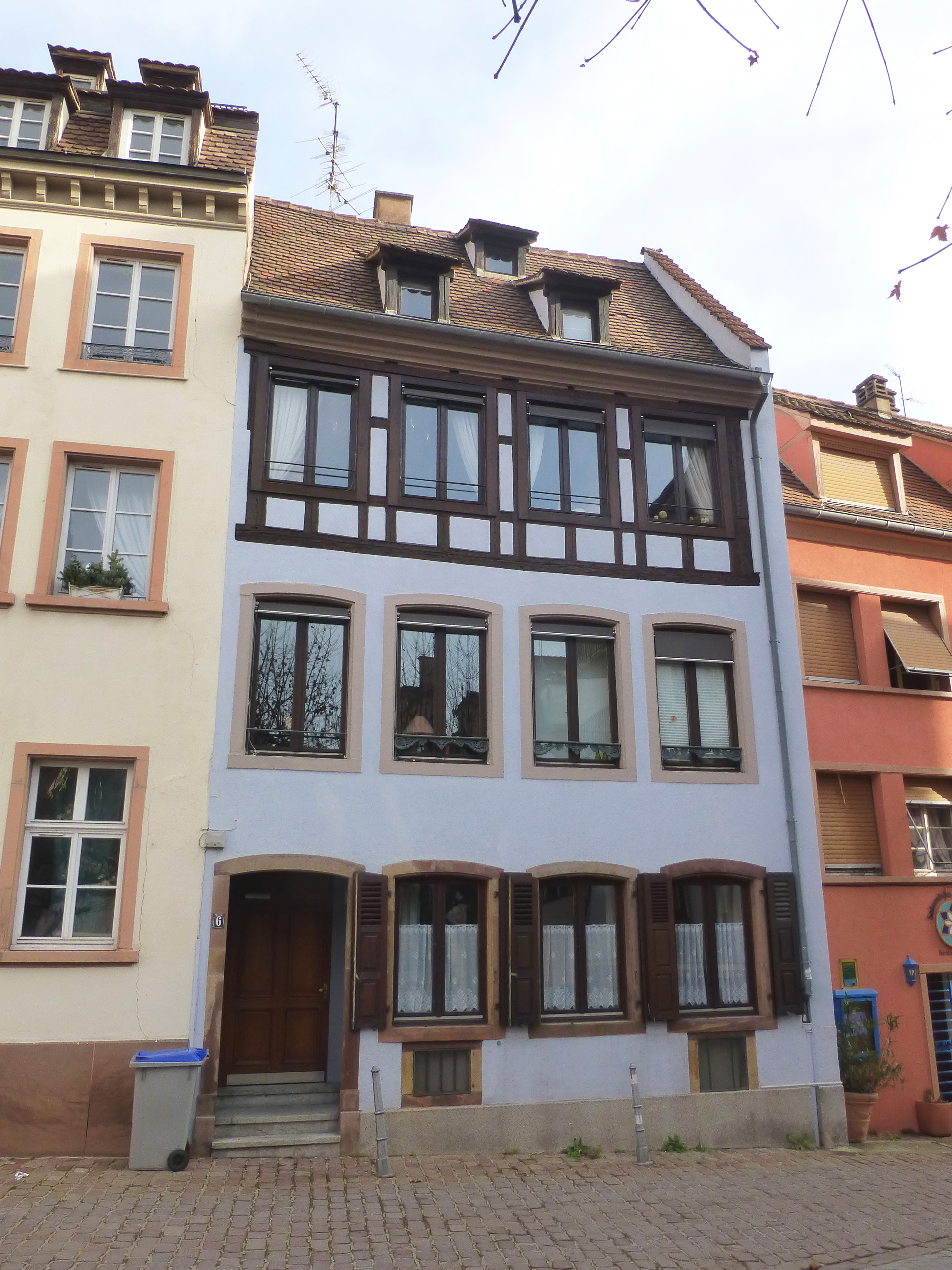
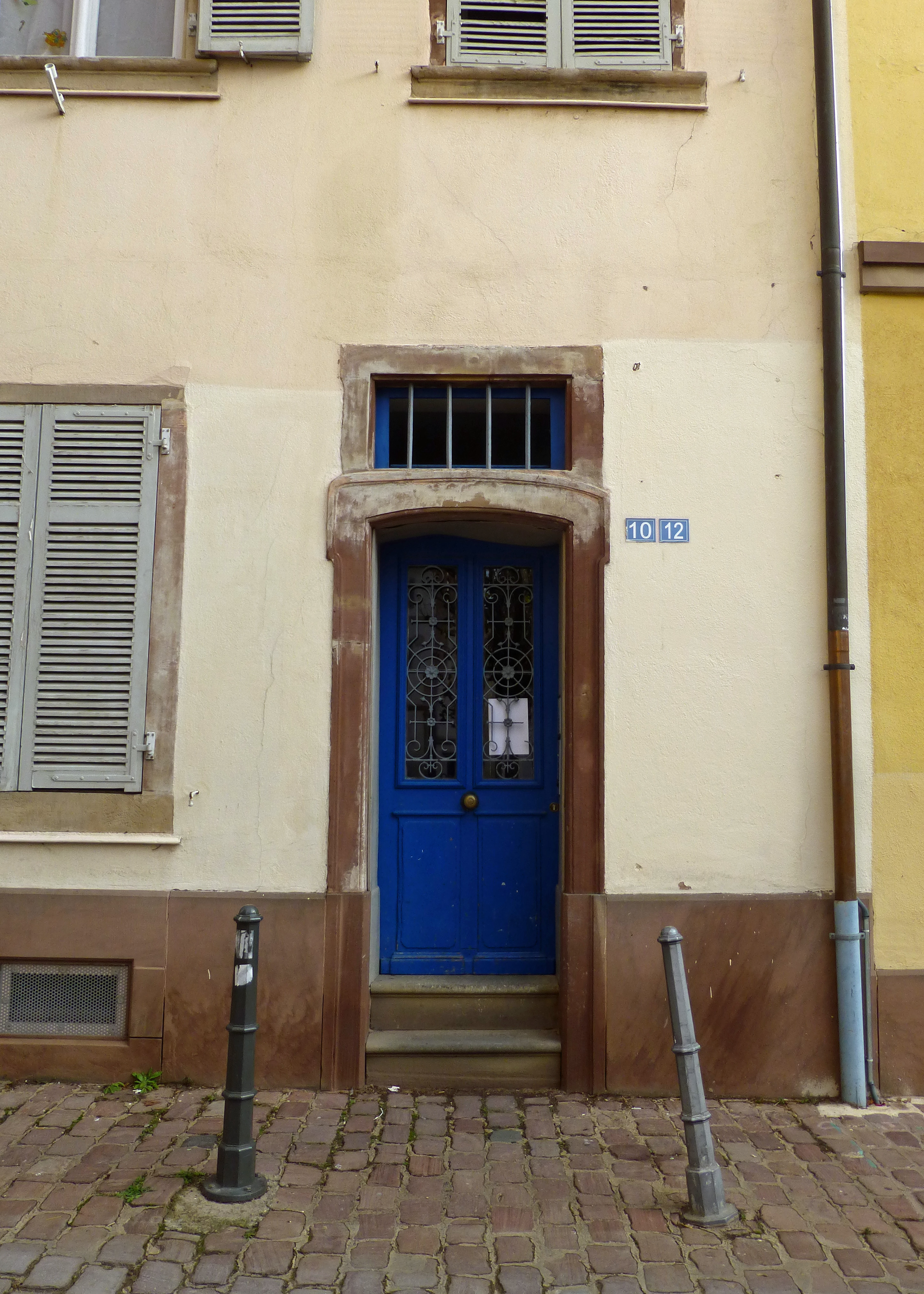
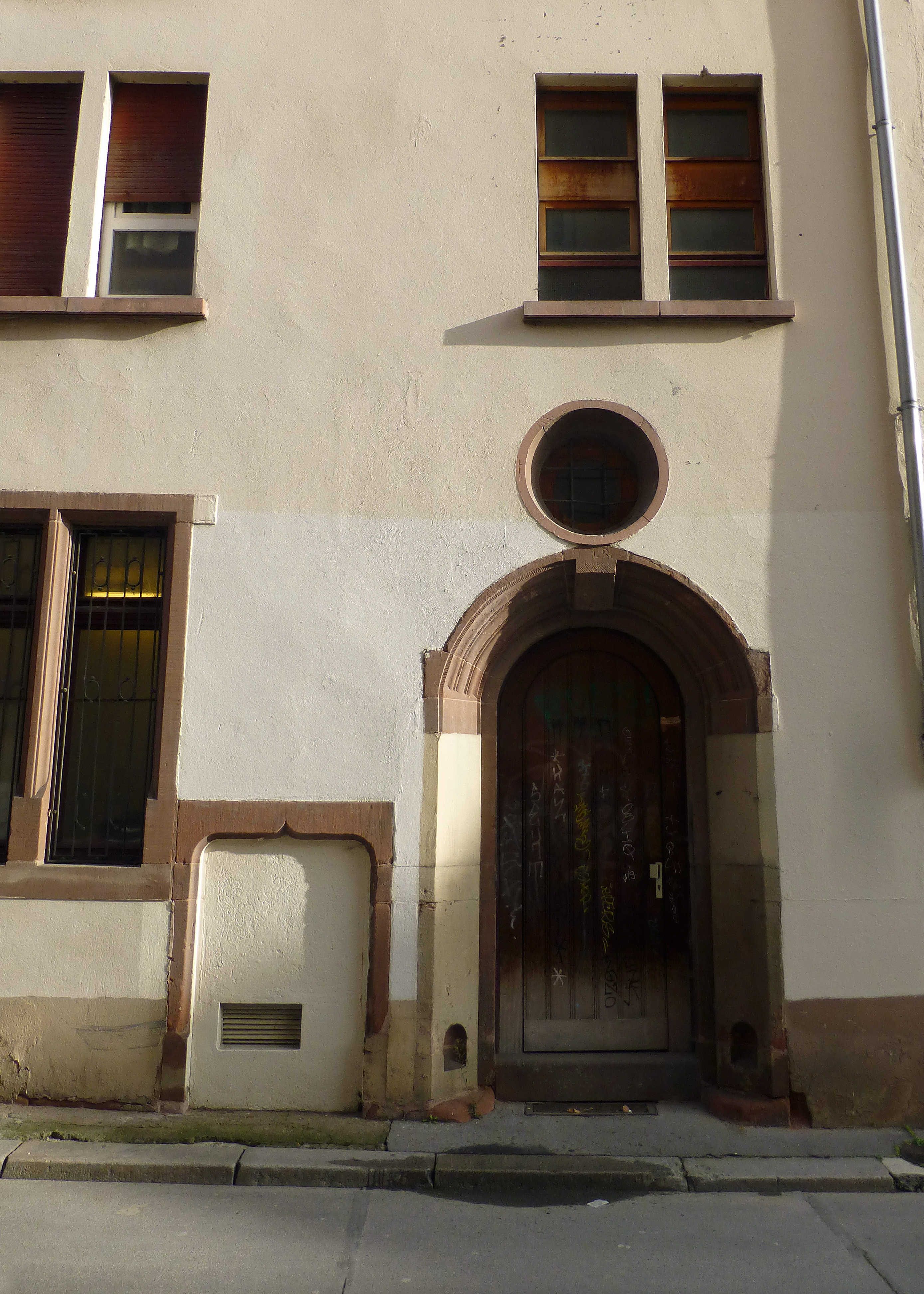

### Numéros impairs
no 3 (ancien no 2)Au début du XVIIe siècle, la maison appartient à un mesureur de grains, puis revient au chapitre Saint-Étienne. Elle est remaniée au milieu du XVIIIe siècle, puis réunie à la maison voisine en 1830. À partir de cette date, son histoire se confond avec celle du no 9 rue des Veaux. L'édifice est démoli en 1945.
no 9Ancienne maison d'artisan du XVIIe siècle, elle a été détruite lors des bombardements de 1944 et n'a pas été reconstruite. Son terrain forme aujourd'hui une partie de la place Mathias-Mérian.
no 15Il s'agit d'une maison de l'époque wilhelmienne.
no 17 (ancien no 19 de la place Saint-Étienne)À l'angle de la rue des Frères, cette maison de deux étages à pans de bois et encorbellement date du XVIe siècle. Le pignon donne dans la rue des Frères et l'entrée se trouve sur la place Saint-Étienne.